# Wetherby
Wetherby é uma cidade dentro da cidade de Leeds, no condado de West Yorkshire. A cidade tem uma população de 22.000 e é conhecida pelas suas corridas.  A cidade situa-se na River Wharfe e tem um mercado em uma quinta-feira.

## Histórico

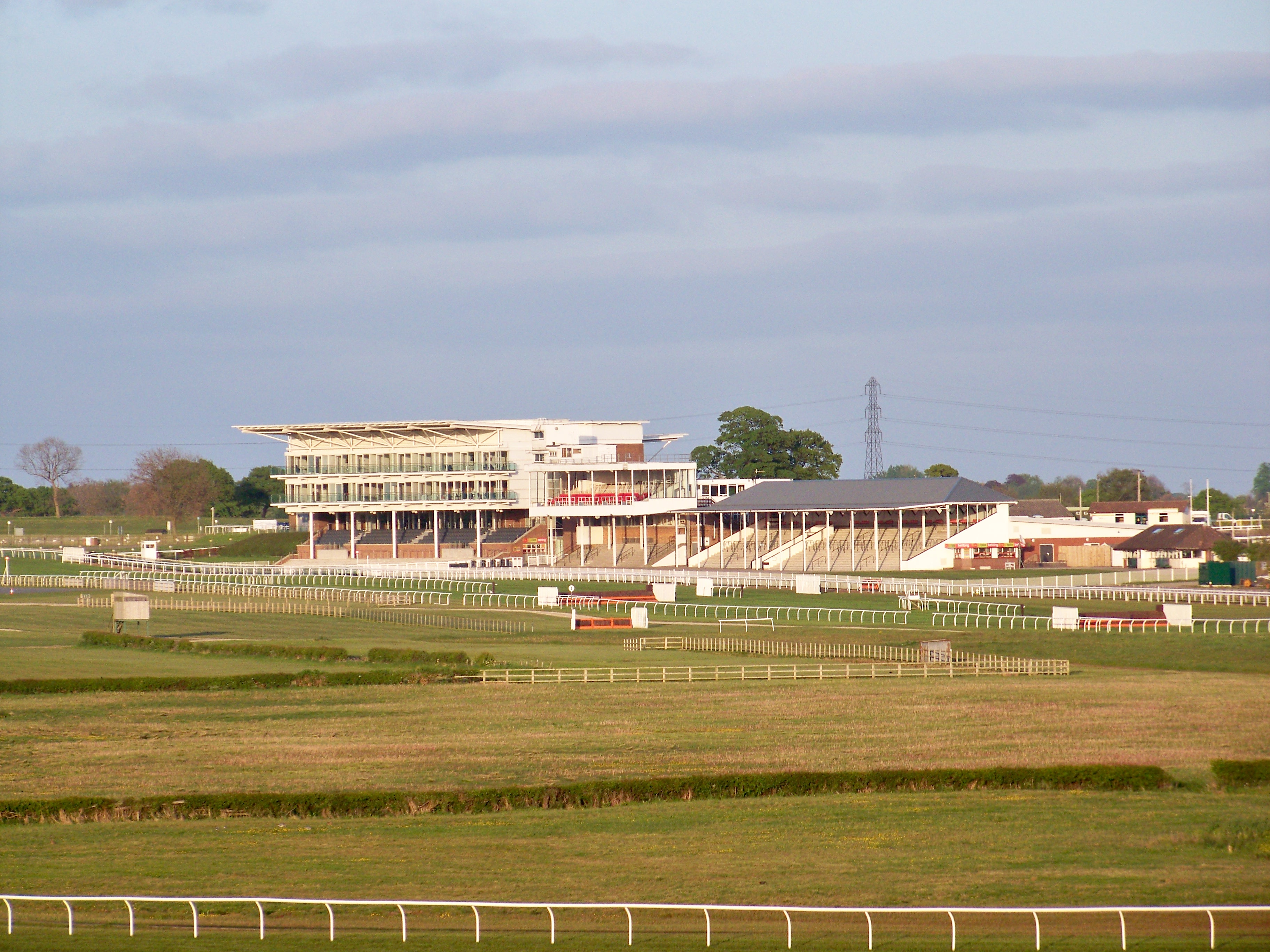
Hipódromo

Wetherby era originalmente um cruzamento e de liquidação no Rio Wharfe. Durante muitos anos a cidade era uma vila rural no mercado. A construção de um moinho e uma fábrica de cerveja durante a revolução industrial deu à cidade mais uma economia industrial. Nos últimos anos, tornou-se uma cidade à vizinha Commuter financeiro da cidade de Leeds, do qual é uma parte.

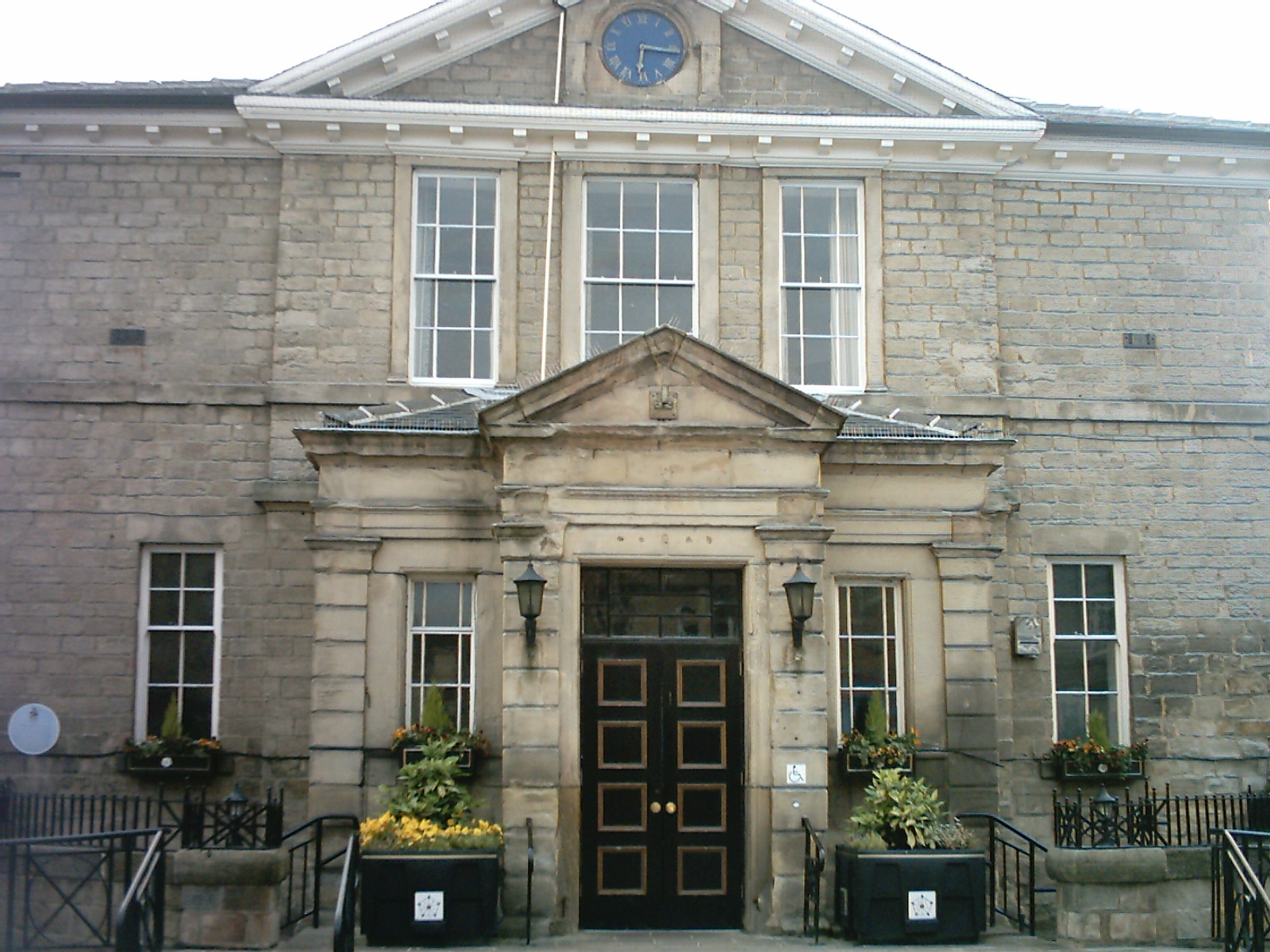
Câmara Municipal

## Indústria
Muitas pessoas na Wetherby trabalho em Leeds onde existem muitas sociedades financeiras. Há também trabalho na indústria e varejo Wetherby. Existe uma grande indústria imobiliária na cidade com uma grande fábrica alimentar e laboratório forense.

## Esporte
Existem times de futebol, rugby e críquete na cidade. A aproximação de profissionais de equipes de futebol são Leeds United.